# 源泉

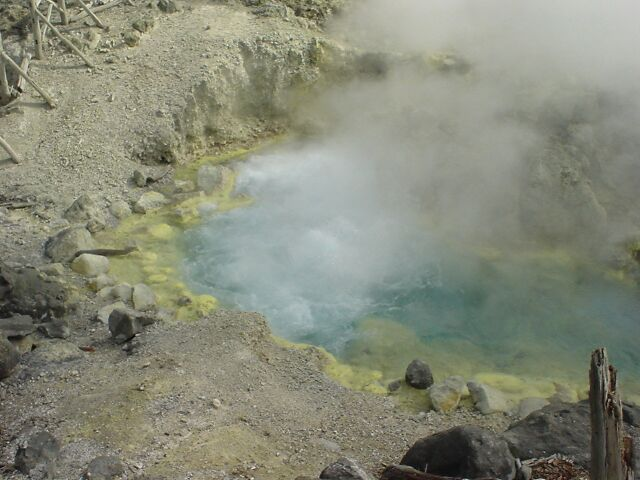
自然湧出型源泉（玉川温泉大噴）

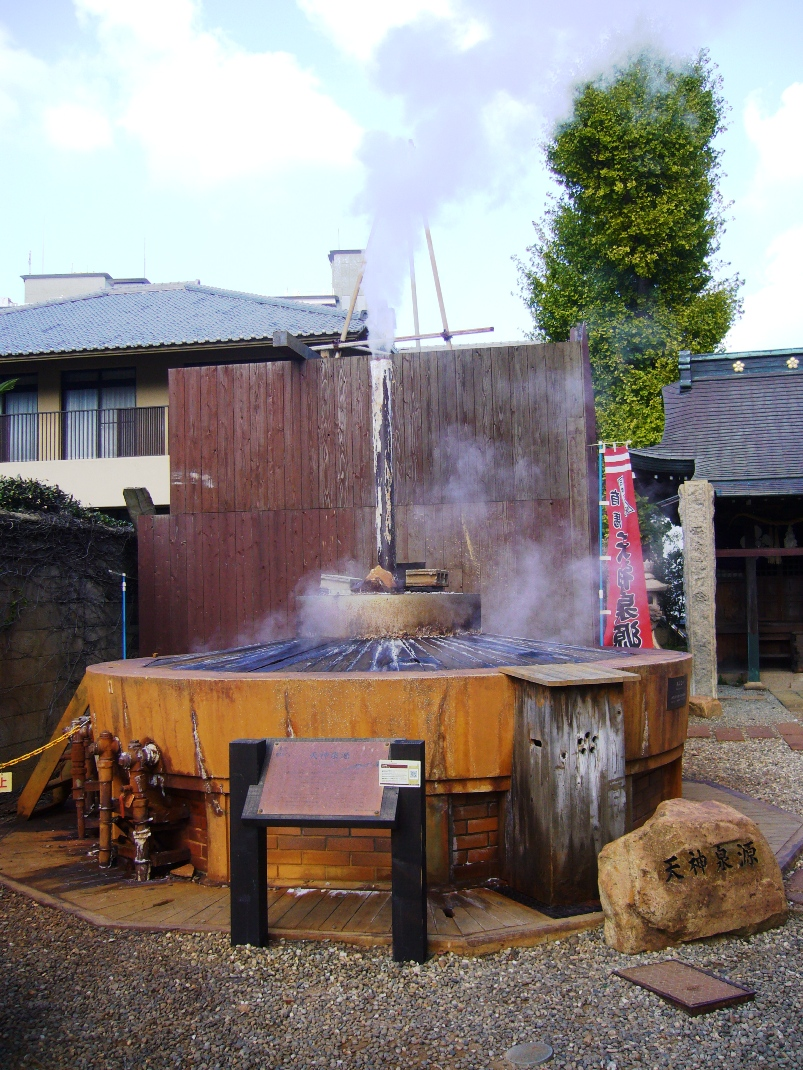
掘削自噴型源泉（有馬温泉天神源泉）

源泉（げんせん）とは、地中から水が湧き出てくる場所である。水が湧き出る様子から転じて、物事・金銭や考えが発生する源としての意味も存在する（例としては「源泉徴収」や「アイデアの源泉」など）。

## 温泉における源泉
温泉における源泉は、地中から温泉が湧き出てくる場所である。源泉の湧出形態は大きく分けて3つ存在する。
- 岩盤の亀裂などから地表に湧出してくる「自然湧出」
- ボーリングにより地中に管を埋め、その管を通って水圧により湧出してくる「掘削自噴」
- 地中に管を埋めた後ポンプを取り付け大深度の地下から動力で汲み上げる「掘削動力揚湯」

である。
自然湧出型の源泉は地震、噴火などの自然現象に伴って発生する場合がある。掘削型はボーリングなどにより人為的に開発が行われる。新規に温泉地を開く上で、掘削による源泉開発は欠かせないものとなっている。大分県別府市では、1879年（明治12年）頃に上総掘りという技術が導入されて源泉の掘削「湯突き」が盛んとなり、温泉旅館の内湯用から、地域の共同温泉用、個人宅の自家源泉まで多くの源泉が開発され、別府温泉は温泉都市へと発展した。

### 観光名所となっている源泉
自然湧出源泉以外は湧出口にはパイプやコンクリート製の囲い等が取り付けられているだけのこともあり、多くの源泉は公開されていないが、国の名勝に指定される別府の地獄4カ所を含む別府地獄めぐりや、製造技術が重要無形民俗文化財である明礬温泉の湯の花小屋、そして草津温泉や万座温泉の湯畑など、自然湧出や湯の花採取施設のある源泉の中には観光名所として公開している温泉地も存在する。観光地化している源泉の多くは自然湧出型の源泉であるが、一部の掘削自噴型や掘削動力揚湯型の源泉でも公開されているところがある。
- 名勝指定の源泉
  - 鉄輪温泉、柴石温泉の「別府の地獄」- 海地獄、血の池地獄、白池地獄、龍巻地獄（別府地獄めぐり）

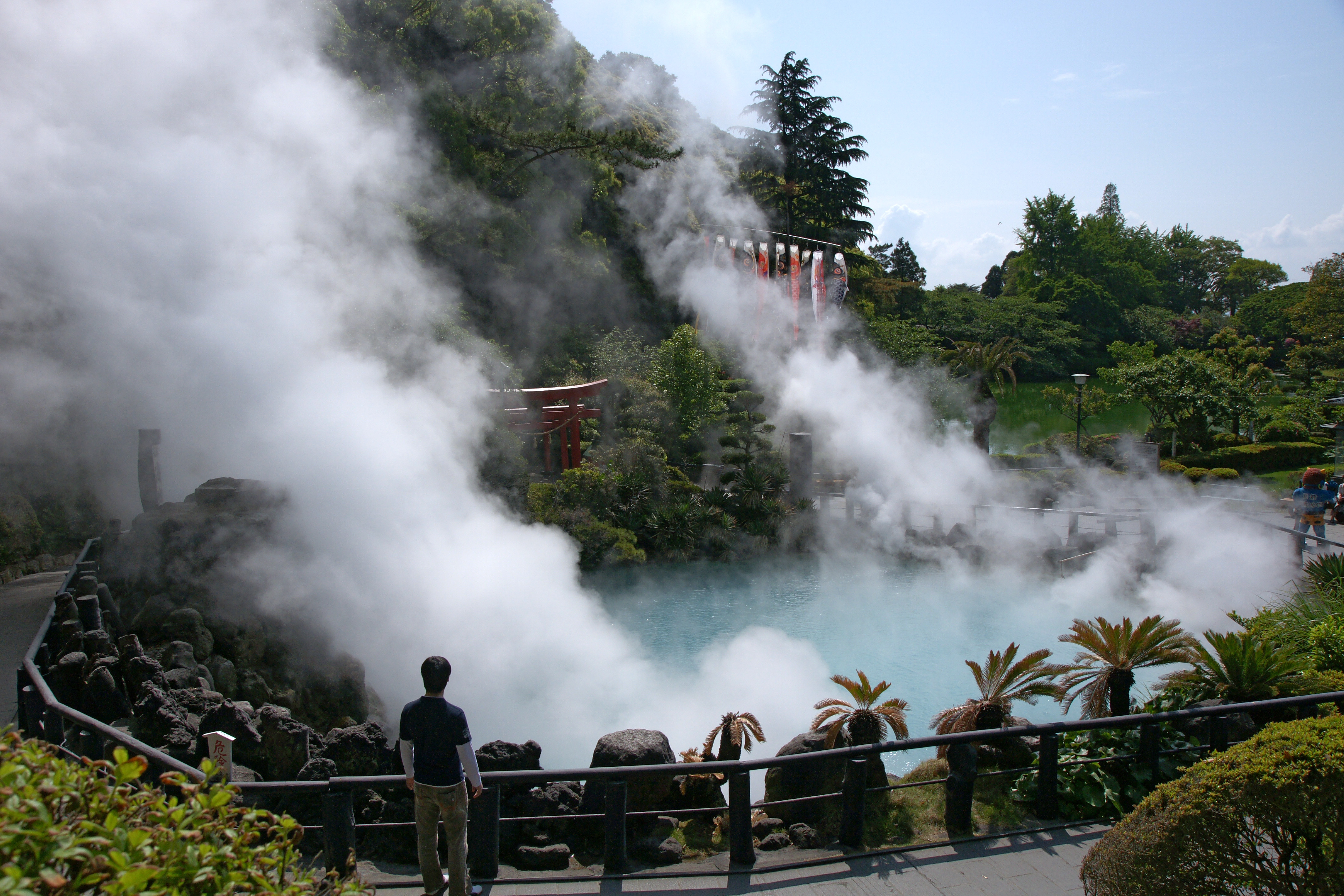
海地獄
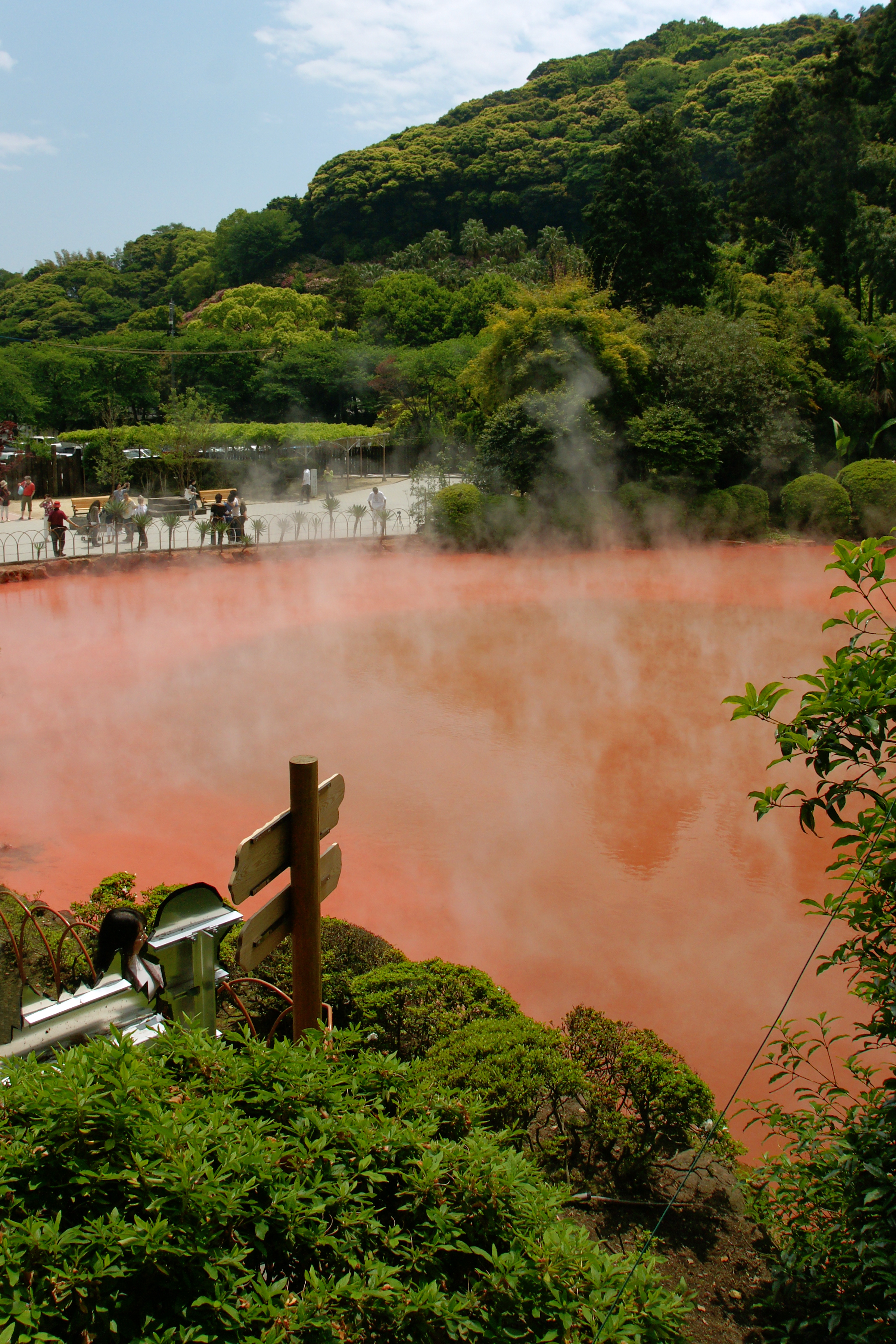
血の池地獄
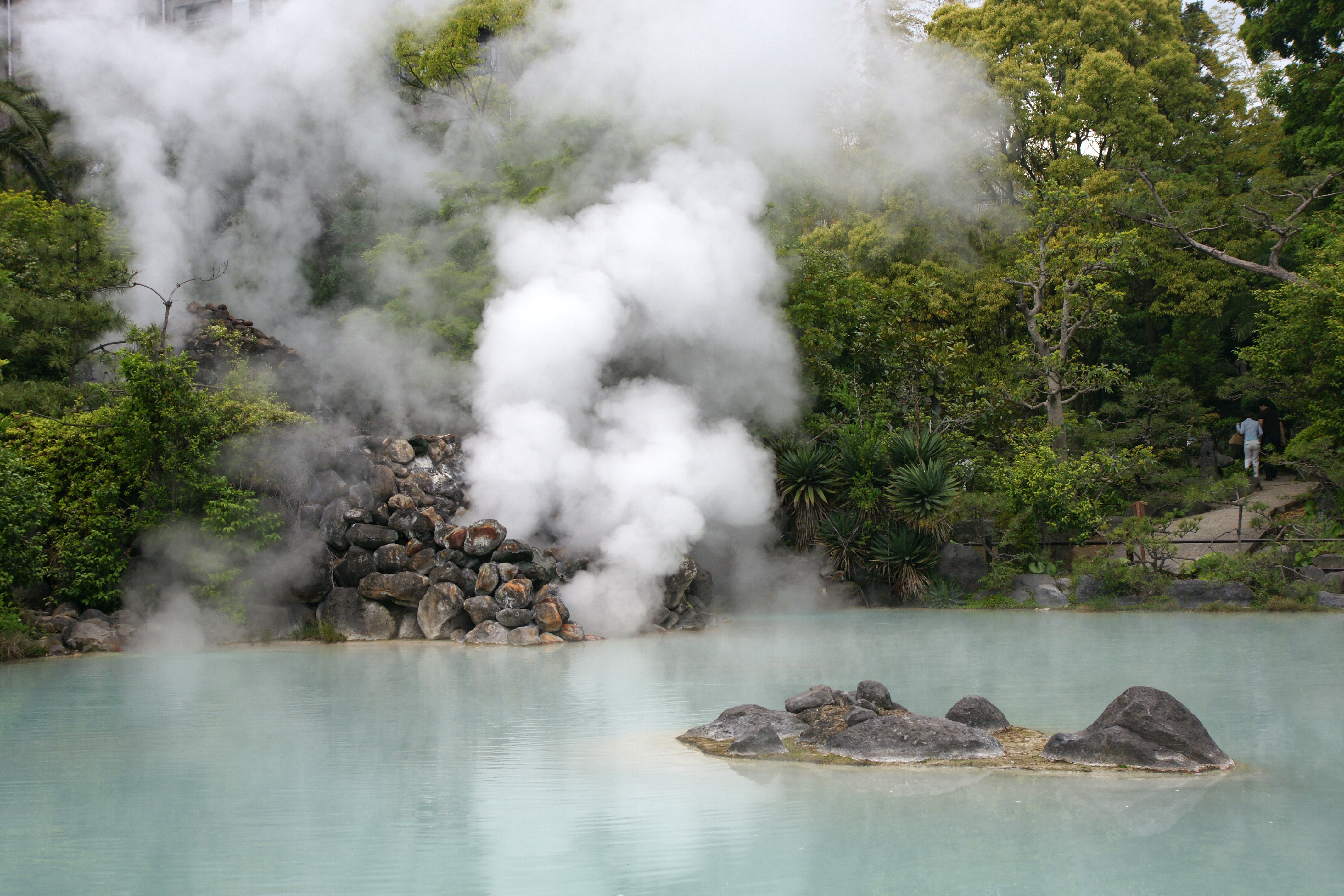
白池地獄
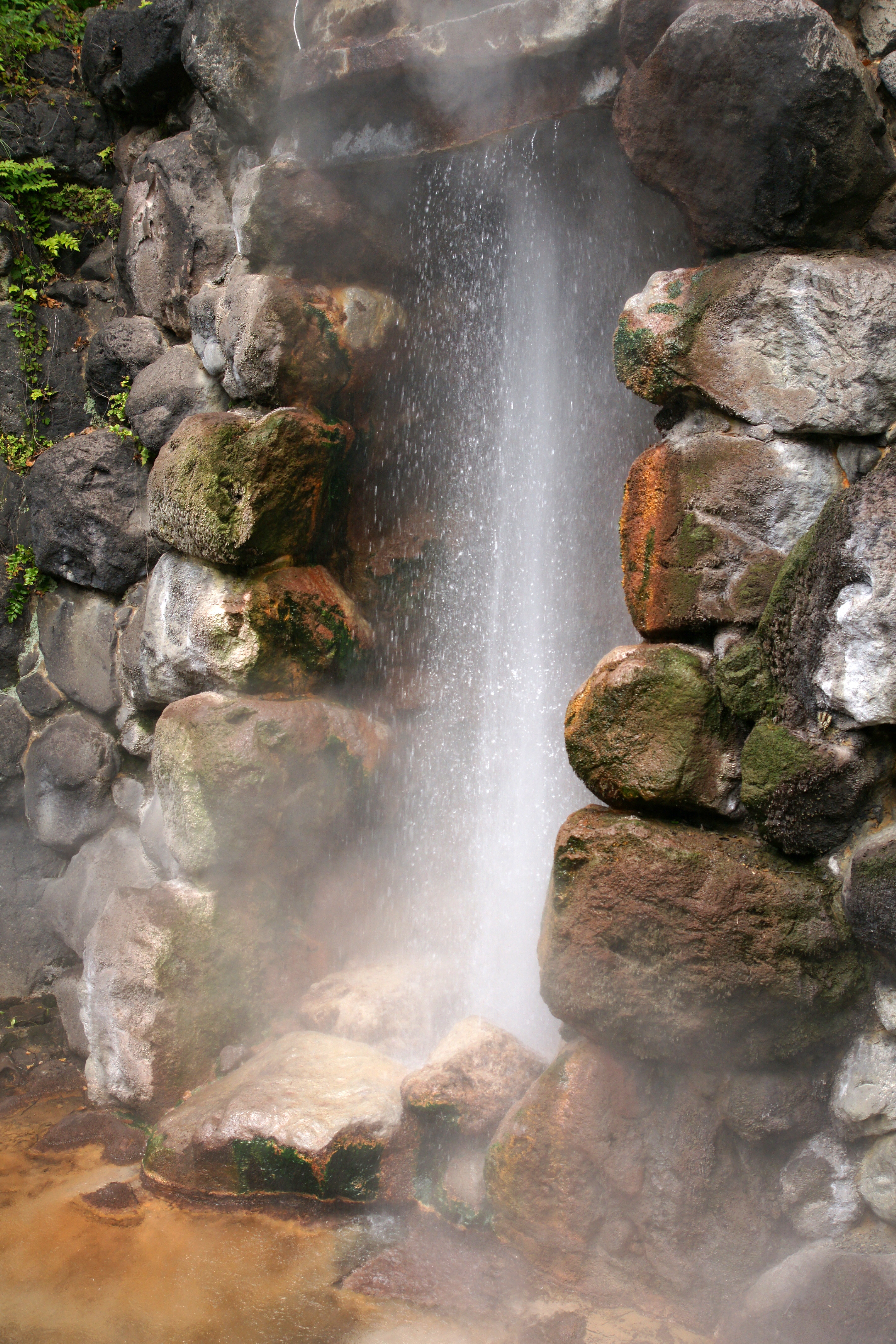
龍巻地獄

- 重要無形民俗文化財関連の源泉
  - 明礬温泉の「湯の花小屋」- 別府明礬温泉の湯の花製造技術

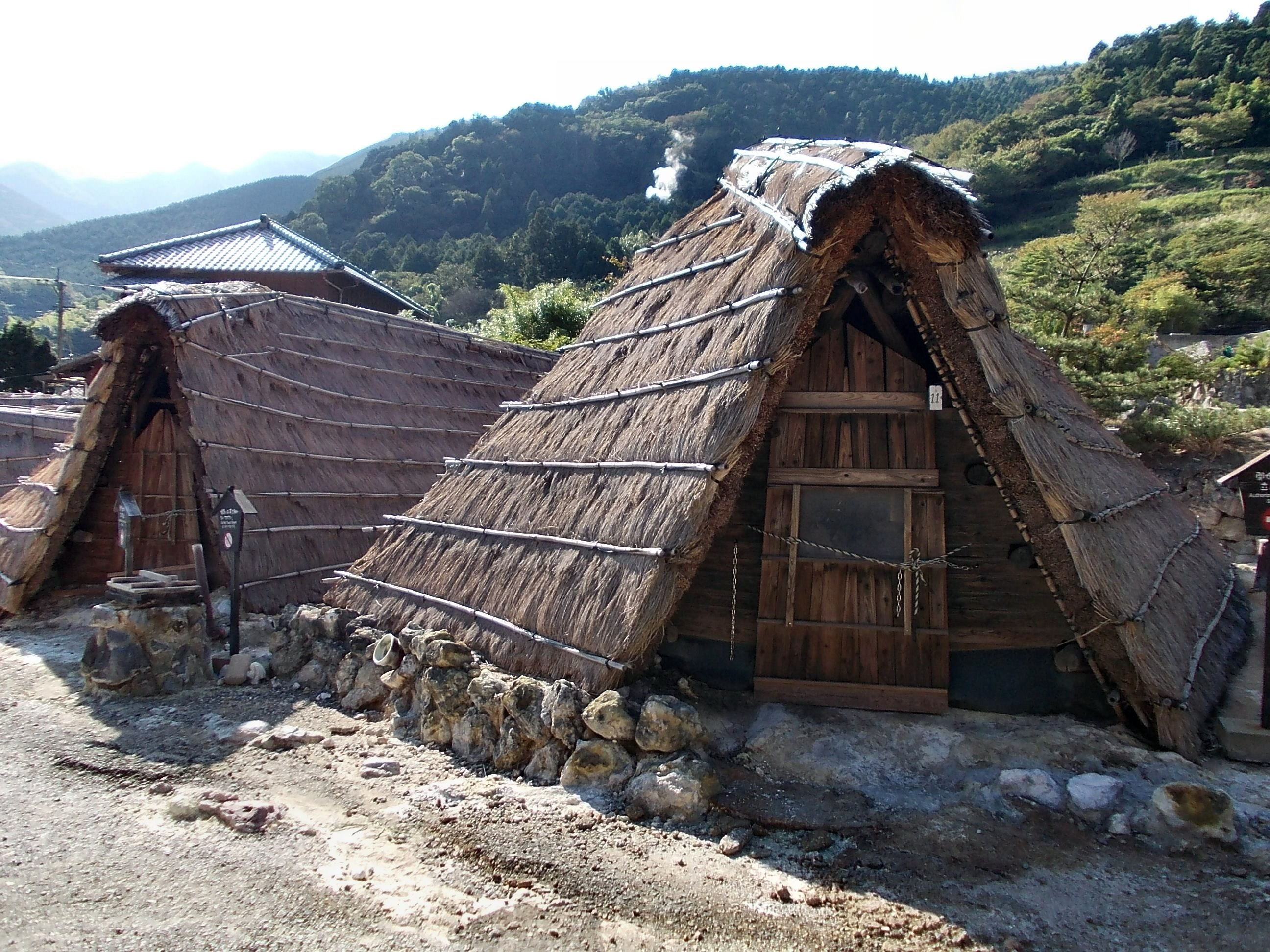
明礬温泉の湯の花小屋

- その他
  - 登別温泉の「地獄谷」
  - 玉川温泉の「大噴」
  - 草津温泉の「湯畑」
  - 万座温泉の「湯畑」
  - 伊香保温泉の「源泉所」
  - 箱根温泉の「大涌谷」
  - 野沢温泉の「麻釜」
  - 湯村温泉の「荒湯」
  - 湯の峰温泉の「湯筒」
  - 雲仙温泉の「雲仙地獄」

### 源泉のすぐ上に入浴施設がある例
普通、源泉から湧出した温泉水は、パイプや誘導溝を経由して湯船などの入浴施設に導かれる（引湯）。しかし一部の自然湧出型の源泉では、源泉の場所に入浴施設が設置されている場合がある（足元湧出）。これが可能なのは湧出温度がほぼ適温である場合に限られる。ほぼ全国的に存在するが温度範囲が狭い為その数はそれほど多くない。以下には主なものを例示する。
北海道
- ニセコ薬師温泉のニセコ薬師温泉旅館

青森県
- 酸ヶ湯温泉の酸ヶ湯温泉旅館

秋田県
- 乳頭温泉郷の鶴の湯温泉

群馬県
- 尻焼温泉の川の湯
- 法師温泉の長寿館

富山県
- 鐘釣温泉の河原風呂

和歌山県
- 川湯温泉の河原風呂・仙人風呂

岡山県
- 湯原温泉の砂湯

大分県
- 明礬温泉別府温泉保養ランドの露天鉱泥大浴場（元・紺屋地獄）
- 壁湯温泉の洞窟風呂

熊本県
- 地獄温泉清風荘のすずめの湯

地獄温泉、金龍(山)の滝